# Elena Giacomuzzi
Elena Giacomuzzi (ur. 8 stycznia 1969) – włoska kolarka górska, brązowa medalistka mistrzostw Europy.

## Kariera
Największy sukces w karierze Elena Giacomuzzi osiągnęła w sezonie 2006, kiedy zajęła trzecie miejsce w klasyfikacji maratonu Pucharu Świata. W klasyfikacji tej wyprzedziły ją tylko Finka Pia Sundstedt oraz Esther Süss ze Szwajcarii. Dokonała tego tylko raz stając na podium zawodów pucharowych: 29 lipca 2006 roku w Val Thorens była druga za Sundstedt. Na mistrzostwach Europy w Dohňanach była trzecia w maratonie, ponownie przegrywając z Sundstedt oraz Brytyjką Sally Bigham. Nigdy nie wystąpiła na igrzyskach olimpijskich. W 2012 roku została zdyskwalifikowana za stosowanie dopingu. Początkowo Włoszka miała zostać zawieszona na cztery lata, jednak trzy lata kary zawieszono z uwagi na współpracę w sprawie dopingu. 